# Brânceni (gmina)
Brânceni – gmina w Rumunii, w okręgu Teleorman. Obejmuje tylko jedną miejscowość Brânceni. W 2011 roku liczyła 2881 mieszkańców. 